# Ћелијска деоба
Ћелија која је завршила интерфазу и припремила се за поделу на две нове ћелије, улази у деобу. Прокариотске ћелије се деле амитозом (директном или простом деобом), док се еукариотске деле митозом или мејозом. Промене, које се у ћелији дешавају за време деобе, могу се уочити микроскопом што са променама током интерфазе није случај.
Подела ћелије је процес којим се родитељска ћелија дели на две ћерке ћелије. Ћелијска подела се обично дешава као део већег ћелијског циклуса у коме ћелија расте и реплицира свој(е) хромозом(е) пре поделе. Код еукариота постоје два различита типа ћелијске деобе: вегетативна деоба (митоза), која производи ћерке ћелије генетски идентичне родитељској ћелији, и ћелијска деоба која производи хаплоидне гамете за сексуалну репродукцију (мејоза), смањујући број хромозома из по два од сваког типа у диплоидној родитељској ћелији до једног од сваког типа у ћелијама ћеркама. У ћелијској биологији, митоза је део ћелијског циклуса, у коме се реплицирани хромозоми раздвајају у два нова језгра. Дељењем ћелије настају генетски идентичне ћелије у којима се одржава укупан број хромозома. Генерално, митози (подели језгра) претходи С стадијум интерфазе (током кога долази до репликације ДНК) и често је праћена телофазом и цитокинезом; који дели цитоплазму, органеле и ћелијску мембрану једне ћелије на две нове ћелије које садрже приближно једнак удео ових ћелијских компоненти. Различити стадијуми митозе заједно дефинишу митотичку (М) фазу животињских циклуса ћелија—поделу матичне ћелије на две генетски идентичне ћерке ћелије. Мејоза доводи до четири хаплоидне ћерке ћелије тако што пролазе кроз један круг репликације ДНК након чега следе две деобе. Хомологни хромозоми су одвојени у првој подели, а сестринске хроматиде у другој подели. Оба ова циклуса ћелијске деобе се користе у процесу сексуалне репродукције у неком тренутку њиховог животног циклуса. Верује се да су оба присутна код последњег заједничког претка еукариота.
Прокариоти (бактерије и археје) обично пролазе кроз вегетативну ћелијску деобу познату као бинарна фисија, где је њихов генетски материјал подељен подједнако на две ћерке ћелије, али постоје алтернативни начини деобе, као што је пупљење, који су примећени. Свим деобама ћелија, без обзира на организам, претходи један круг репликације ДНК.
За једноставне једноћелијске микроорганизме као што је амеба, једна подела ћелије је еквивалентна репродукцији – ствара се потпуно нови организам. У већим размерама, митотичка подела ћелија може створити потомство из вишећелијских организама, као што су биљке које расту из резница. Митотичка подела ћелија омогућава организмима који се полно размножавају да се развију из једноћелијске зиготе, која се сама производи спајањем два гамета, од којих је свака произведена деобом мејотске ћелије. Након раста од зигота до одрасле јединке, подела ћелија митозом омогућава континуирану изградњу и поправку организма. Људско тело доживи око 10 трилиона деоба ћелија током живота.
Примарни циљ деобе ћелије је одржавање генома оригиналне ћелије. Пре него што дође до поделе, геномске информације које се чувају у хромозомима морају се репликовати, а дуплирани геном мора бити чисто подељен између ћелија потомака. Велики део ћелијске инфраструктуре је укључен у обезбеђивање конзистентности геномских информација међу генерацијама.

## Митоза
Митозом се деле соматске ћелије са диплоидним бројем хромозома, при чему се количина ДНК правилно распореди новонасталим ћелијама. Кћерке ћелије добијају међусобно једнак број хромозома (обе су диплоидне) и количину ДНК, а истовремено имају и једнак број хромозома као мајка-ћелија (2n) од које су настале.

## Мејоза (редукциона деоба)
Деоба којом се образују полне ћелије назива се мејоза. При томе се једна диплоидна ћелија (2n) два пута дели и настају четири хаплоидне ћелије (n). С обзиром да се број хромозома у кћеркама ћелијама у односу на мајку ћелију смањује на пола, ова деоба се назива и редукциона (лат. reductio = смањење). Редукција броја хромозома обавља се у првој деоби, означеној као мејоза 1, када се мајка-ћелија (2n број хромозома) подели на две кћерке-ћелије (n број хромозома). У другој деоби, мејози 2, се обе кћерке-ћелије (са n бројем хромозома) поделе тако да настаје укупно 4 ћелије. Пошто је мејоза 2 у ствари митоза (назива се еквациона митоза) те 4 ћелије имају хаплоидан број хромозома.